# Peter Sebald
Peter Sebald (* 15. Mai 1934 in Niesky; † 5. März 2018 in Berlin) war ein deutscher Historiker.
Peter Sebald studierte in Leipzig Geschichtswissenschaften. 1956 begann er mit Studien zur Geschichte Togos unter der deutschen Kolonialherrschaft. In den späten 1960er Jahren leitete Sebald das erste Kultur- und Informationszentrum der DDR in Afrika, das „Haus der Freundschaft“ in Sansibar. Von 1978 bis 1991 arbeitete er als wissenschaftlicher Mitarbeiter am Institut für Allgemeine Geschichte der Akademie der Wissenschaften der DDR in Berlin. Von 1990 bis 2010 forschte er alljährlich drei Monate in Lomé im Nationalarchiv Togos und lehrte an der dortigen Universität.
Peter Sebald veröffentlichte zur Geschichte des deutschen Kolonialismus.
Peter Sebald baute ein Modell der Funkstation Kamina, das 2009 anlässlich eines Buch- und Fotoprojekts von Reinhard Klein-Arendt am Goethe-Institut in Lomé gezeigt wurde.

## Monographien von Peter Sebald (in chronologischer Folge)
Zur Geschichte Afrikas:
- Malam Musa – Gottlob Adolf Krause. 1850–1938. Forscher – Wissenschaftler – Humanist. Leben und Lebenswerk eines antikolonialgesinnten Afrikawissenschaftlers unter den Bedingungen des Kolonialismus. Akademie-Verlag, Berlin 1972.
- Verschollen in Afrikas Urwald. Verlag Neues Leben, Berlin 1974, 2. Aufl. 1982.
- Togo 1884–1914. Eine Geschichte der deutschen „Musterkolonie“ auf der Grundlage amtlicher Quellen. Akademie-Verlag, Berlin 1988.
- Peter Heine, Ulrich van der Heyden (Hrsg.): Studien zur Geschichte des deutschen Kolonialismus in Afrika. Festschrift zum 60. Geburtstag von Peter Sebald. Centaurus-Verlagsgesellschaft, Pfaffenweiler 1995.
- Auf deutschen Spuren in Lomé: Ein Stadtführer. [Sebald], Lomé 1997.
- Hans Gruner: Vormarsch zum Niger. Die Memoiren des Leiters der Togo-Hinterlandexpedition 1894/95. Herausgegeben und eingeleitet von Peter Sebald (= Band IV der Reihe Cognoscere). Edition Ost, Berlin 1997.
- Ernst Vollbehr: Impressionen aus Togo. Katalog der gemeinsamen Ausstellung des Goethe-Instituts Lomé und des Instituts für Länderkunde Leipzig. Vorwort von Peter Sebald. Leipzig 1997.
- Adam Jones, Peter Sebald (Hrsg.): An African Family Archive. The Lawsons of Little Popo / Aneho (Togo) 1841–1938. The British Academy, Oxford University Press, Oxford 2005.
- Die deutsche Kolonie Togo 1884–1914. Nachwirkungen einer Fremdherrschaft. Ch. Links Verlag, Berlin 2013, ISBN 978-3-86153-693-2.

Zur Geschichte der Stadt Niesky in der Oberlausitz:
- Niesky 1742. Die Dokumente der Brüdergemeine zur Gründung von Niesky. Hrsg. von der Brüdergemeine Niesky, aufgearbeitet und kommentiert von Peter Sebald. Niesky 1992.
- Geschichte von Niesky 1742–1992. Band 1: Die Verwaltung durch die Brüdergemeine 1742–1892. Niesky-Herrnhut 1998.